# Liste der Gedenktafeln in Berlin-Johannisthal
Die Liste der Gedenktafeln in Berlin–Johannisthal enthält die Namen, Standorte und, soweit bekannt, das Datum der Enthüllung von Gedenktafeln.
Die Liste ist nicht vollständig.

## Johannisthal
| Bild | Name                           | Standort                   | Datum der Enthüllung |
| ---- | ------------------------------ | -------------------------- | -------------------- |
|      | Melli Beese                    | Sterndamm 82               |                      |
|      | Georg Feldhahn                 | Massantebrücke             |                      |
|      | Flugzeugführer in Johannisthal | Königsheideweg 280         |                      |
|      | Johannisthaler Filmanstalten   | Segelfliegerdamm 97        |                      |
|      | Kinderheim Makarenko           | Südostallee 132            |                      |
|      | James Douglas Morrison         | Königsheideweg 9b          |                      |
|      | NS-Opfer                       | Albineaplatz               |                      |
|      | Vereinsstraße 19               | Johannes-Werner-Straße 19A |                      |
|      | Siegfried Widera               | Massantebrücke             |                      |